# Tillandsia sessiliflora
Espèce
Classification phylogénétique
Tillandsia sessiliflora Ruiz & Pav. est une espèce de plantes à fleurs de la famille des Bromeliaceae.
L'épithète sessiliflora signifie « à fleur sessile ».

## Protologue et Type nomenclatural
Tillandsia sessiliflora Ruiz & Pav., Fl. Peruv. 3: 42, tab. 271b (1802)
Diagnose originale :
« T. scapo spicato simplici, floribus solitariis sessilibus, foliis sublingulatis retusis. »
Type : Ruiz & Pav., Fl. Peruv. : tab. 271b (1802)

## Synonymie

### Synonymie nomenclaturale
- Catopsis sessiliflora (Ruiz & Pav.) Mez

### Synonymie taxonomique
(aucune)

## Écologie et habitat
- Biotype : plante herbacée en rosette monocarpique vivace par ses rejets latéraux.
- Habitat : ?
- Altitude : ?

## Distribution
- Amérique du sud :
  -  Pérou
    - Huánuco[1]